# Lärmfolter-Umwelt-Politik-ehrlich

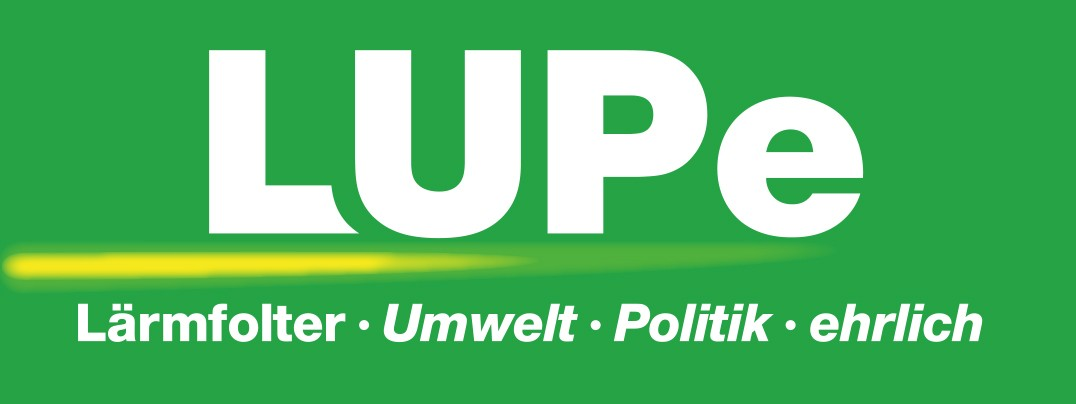
Logo der LUPe

Lärmfolter-Umwelt-Politik-ehrlich, abgekürzt LUPe, war eine Kleinpartei in Hessen mit Sitz in Hochheim am Main. Bei der Landtagswahl in Hessen 2013 erhielt sie 1.998 Landesstimmen, was 0,1 % Stimmenanteil entsprach.
Die Partei sprach sich gegen Fluglärm aus und forderte einen Rückbau der Nordwestlandebahn am Flughafen Frankfurt.
Nach 2016 entfaltete die Partei keine Aktivitäten mehr.

## Vorstand
Der Vorstand besteht aus:
- Klaus Zimmer (erster Vorsitzender)
- Alexander Stegmaier (zweiter Vorsitzender und Kassierer)
- Frank Weis (Schriftführer)
- Angelika Wöbken (Kassenprüferin)
- Walter Ros (Kassenprüfer)

Zimmer trat auch als Landtagskandidat 2013 an.